# Reggae en español
Le reggae en español (en français : reggae en espagnol) est un sous-genre musical du dancehall chanté en espagnol par des groupes et artistes d'origine latino-américaine. Il émerge à la fin des années 1980 au Panama. Le reggae en espagnol porte plusieurs noms ; au Panama, il est appelé La Plena panameña.
Le reggae en espagnol comprend trois sous-genres principaux : le reggae 110, le reggae bultrón et le romantic flow. En outre, et bien qu'il n'entre pas techniquement dans la catégorie du reggae en espagnol même s'il est dérivé des rythmes dancehall jamaïcains, le reggae en espagnol comprend également deux fusions musicales : Le dancehall espagnol et le soca reggae.

## Histoire

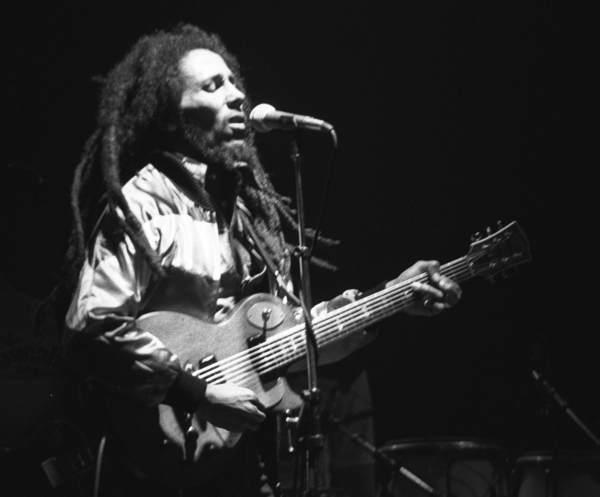
Bob Marley, inspiration du reggae en español.

Le reggae est un genre musical qui trouve ses origines en Jamaïque et qui est devenu populaire au cours des années 1970 dans les communautés d'immigrés noirs des autres Antilles britanniques, d'Amérique du Nord et de Grande-Bretagne. Le reggae jamaïcain est adopté au Panama par les descendants des travailleurs noirs qui ont immigré dans l'isthme lors de la construction du chemin de fer de Panama (milieu du XIXe siècle), des chemins de fer pour les compagnies bananières (fin du XIXe siècle) et du canal de Panama (début du XXe siècle). Avant la période de construction du canal de Panama (1904-1915), la plupart des communautés afro-caribéennes du Panama étaient d'origine haïtienne, mais avec la construction du canal, ces communautés se sont diversifiées en accueillant des immigrants d'autres régions des Caraïbes comme la Jamaïque, la Barbade, la Martinique, la Guadeloupe, Haïti, Trinité, la Dominique, Porto Rico, la Guyane française et Guyane britannique et d'autres îles des Caraïbes.
En 1977, un immigrant guyanais surnommé Guyana et un DJ local connu sous le nom de Wassabanga ont introduit pour la première fois les rythmes reggae au Panama avec des paroles en espagnol. La musique de Wassabanga, ainsi que des interprètes ultérieurs comme Rastanini et Calito Soul, ont peut-être été les premiers cas remarquables de reggae en espagnol, à une époque où de nombreux Panaméens développaient déjà un lien musical et spirituel avec la Mecque de la musique reggae (Kingston, Jamaïque), un lien catalysé principalement par l'appel aux armes lancé par la musique de Bob Marley.
En 1984, Hernando Brin produit le premier disque de reggae en espagnol sur vinyle au Panama, appelé Treatment, composé par Calvin Caldeira (Omega) de Guyane, Hector Watler (Mesias), Erick Green (Gringo), Edgert Robinson (Body) et Hernando Brin (Super Nandi). Le disque est produit par la maison de disques Prodim au Panama et comprend la première chanson Padre por favor educa a los niños.
Entre le début et le milieu des années 1980, des Panaméens comme Renato, El General, Nando Boom, El Maleante et Chicho Man commencent à reprendre des chansons et des rythmes dancehall jamaïcains, en chantant dessus avec des paroles en espagnol, tout en conservant la plupart du temps les mélodies et les rythmes. Ils ont également accéléré les riddims. Ce style est appelé reggae en español ou reggae espagnol. La musique a continué à se développer tout au long des années 1980, et de nombreuses stars ont vu le jour au Panama.
Entre les années 1980 et 1990, l'artiste panaméen Chicho Man s'impose comme l'un des plus grands représentants du reggae panaméen. Au cours de sa courte carrière de cinq ans, il introduit l'élément « romantique » dans le reggae en espagnol et n'a produit qu'un seul album comprenant des chansons telles que La Noche que te conocí, Lady in Red, Llega Navidad, Muévela, No quiero ir a Isla Coiba et Un nuevo estilo. Ses chansons sont enregistrées dans un entrepôt, où un producteur panaméen appelé Calito LPD produit des pistes instrumentales reggae et les enregistre sur cassette. Après avoir purgé une peine dans une prison américaine, il annonce qu'il se retire de la scène reggae pour devenir prédicateur chrétien.
Dans les années 1990, le genre se développe au Panama. En 1991, le chanteur Apache Ness, Papa Chan, Kafu Banton, Calito Soul, Wassa Banga et Original Dan décident d'unir leurs forces et de créer la fondation One Love One Blood, qui chante les expériences des rues urbaines sur le rythme appelé reggae bultrón. En 1996, des artistes comme Aldo Ranks, El Renegado et Jam & Suppose chantent le tube Camión lleno de Gun, Jr. Ranks et Tony Bull avaient déjà enregistré des disques avec le défunt chanteur Danger Man, et formé le groupe Los Killamanjaros.
Plus tard, au Panama, le romantisme est mélangé au reggae et au reggae romántico (reggae romantique), mieux connu sous le nom de flow romantique. Ceux qui maintiennent en vie le reggae avec des paroles romantiques sont les suivants : Flex (alias Nigga), El Roockie, El Aspirante, Kathy Phillips, Eddy Lover, Tommy Real, Makano, Catherine, ainsi que des groupes comme Raíces y Cultura et La Factoría, rendus célèbres par le producteur panaméen Irving DiBlasio.
Le Musée du reggae en espagnol est inauguré le 19 avril 2023. Il est situé sur la Calle 13 dans le quartier de Santa Ana à Panama. Ce musée est créé par Raul Isaac Alvarez qui est un fan de la musique reggae. L'idée du musée était de montrer la contribution du Panama en tant que pionnier du reggae en espagnol et comment ce pays a influencé d'autres pays tels que la République dominicaine, Porto Rico et l'Amérique centrale. Le musée du reggae en espagnol a reconnu les 10 pionniers du genre, dont El General, Rude Girl, Renato, Nando Boom, Chicho Man, Carmensita Anderson, Gringo Man, Apache Ness, Super Nandi et Principal.